# جعليات النحل الطنان
جعليات النحل الطنان (الاسم العلمي: Glaphyridae)، فصيلة حشرات خنفسية من رتبة غمديات الأجنحة.تضم ثمانية أجناس موجودة مع حوالي 80 نوعًا موزعة في جميع أنحاء العالم وجنسان منقرضين من السجل الأحفوري في الصين.